# Kumamoto Prefectural Gymnasium
Kumamoto Prefectural Gymnasium er en indendørs multiarena i Nishi-ku, Japan, med plads til 4.110 tilskuere til håndboldkampe.
I arenaen bliver benyttet under den kommende VM i håndbold 2019 for kvinder, hvor gruppekampe skal spilles i.